# 伊拉塔普魯河半齒脂鯉
伊拉塔普魯河半齒脂鯉，為輻鰭魚綱脂鯉目脂鯉亞目半齒脂鯉科的其一種，分布於南美洲巴西伊拉塔普魯河(Iratapuru)流域，體長可達13.4公分，棲息在底中層水域，生活習性不明。